# Timothy Adams
Timothy Christopher Adams (ur. 4 sierpnia 1967 w Belleville) – amerykański model i aktor telewizyjny i filmowy.

## Życiorys

### Wczesne lata
Urodził się w Belleville w stanie New Jersey jako środkowe z pięciorga dzieci. Był niesfornym i energicznym chłopcem. Uczęszczał do Queen of Peace High School w North Alington w New Jersey, a następnie naukę kontynuował w Harrison High School w Harrison w New Jersey. Miał dobre wyniki w szkole, ale był karcony za zbyt częstą klownadę wokół. Sport, a szczególnie lekkoatletyka okazała się jego pasją. Później zdobył tytuł licencjata na wydziale informatyki w New Jersey City University. Po studiach podjął pracę i z przyjacielem otworzył własną firmę przewozową. Cztery lata później zdecydował się na karierę aktorską.

### Kariera
Rozpoczął także karierę jako model i wkrótce podpisał kontrakt z Boss Modeling Agency. Współpracował z fotografem Johnem Yannellą jako model fitness. Pojawiał się w kilku programach sportowych w telewizji kablowej jako zwolennik sprawności fizycznej i zdrowego stylu życia.
Debiutował w roli niemieckiego terrorysty w przebojowym filmie sensacyjnym Johna McTiernana Szklana pułapka 3 (Die Hard with a Vengeance, 1995) u boku Bruce’a Willisa i Jeremy’ego Ironsa. Potem wystąpił jako Casey Mitchum w operze mydlanej NBC Sunset Beach (1997–1999). W operze mydlanej CBS Guiding Light (2000) zagrał porucznika Adama McIntyre’a.

## Życie prywatne
5 sierpnia 1991 ożenił się z modelką, osobowością telewizyjną i aktorką Daisy Fuentes, lecz w 1995 roku doszło do rozwodu. Zamieszkał w Los Angeles.

## Filmografia
| Film       | Film                                                                   | Film                     | Film                                              |
| Rok        | Tytuł                                                                  | Rola                     | Reżyser                                           |
| ---------- | ---------------------------------------------------------------------- | ------------------------ | ------------------------------------------------- |
| 1995       | Szklana pułapka 3 (Die Hard with a Vengeance)                          | Gunther                  | John McTiernan                                    |
| 1999       | Przekleństwa niewinności (The Virgin Suicides)                         | Buzz ‘Rope’ Romano       | Sofia Coppola                                     |
| 2003       | Bad Boys II                                                            | agent DEA                | Michael Bay                                       |
| 2005       | Mały Manhattan (Little Manhattan)                                      | kowboj z telewizji       | Mark Levin                                        |
| 2014       | Niesamowity Spider-Man 2 (The Amazing Spider-Man 2)                    | pilot                    | Marc Webb                                         |
| 2016       | Pearl (TV)                                                             | Kurt                     | Jim Field Smith                                   |
| Seriale TV |                                                                        |                          |                                                   |
| Rok        | Tytuł                                                                  | Rola                     | Uwagi                                             |
| 1997–1999  | Sunset Beach                                                           | Casey Mitchum            | 312 odcinków                                      |
| 2000       | Guiding Light                                                          | Rob Layne                | 2 odcinki                                         |
| 2002–2003  | Ocean Ave.                                                             | Thomas „Thom” O’Keefe    | 68 odcinków                                       |
| 2003–2006  | Tylko jedno życie (One Life to Live)                                   | Ron Walsh                | 5 odcinków                                        |
| 2005       | Prawo i porządek                                                       | Tom McGrath              | odc. „Obsession”                                  |
| 2006       | Conviction                                                             | Bob The Beast            | odc. „Madness”                                    |
| 2006       | Wołanie o pomoc (Rescue Me)                                            | współlokator Mike’a      | 7 odcinków                                        |
| 2006       | Prawo i porządek: sekcja specjalna (Law & Order: Special Victims Unit) | Brent Allen Banks        | odc. „Uncle”                                      |
| 2006       | Prawo i porządek (Law & Order)                                         | prawnik Tindell          | odc. „Corner Office”                              |
| 2008       | Rockefeller Plaza 30 (30 Rock)                                         | nowojorski listonosz     | odc. „MILF Island”                                |
| 2008       | Prawo i porządek: Zbrodniczy zamiar (Law & Order: Criminal Intent)     | Spencer London           | odc. „Contract”                                   |
| 2008       | Kaszmirowa mafia (Cashmere Mafia)                                      | Richard Cutting          |                                                   |
| 2008       | Life on Mars                                                           | John Philip Fisher       | odc. „My Maharishi Is Bigger Than Your Maharishi” |
| 2010       | Wszystkie moje dzieci (All My Children)                                | dr Clayton               | 8 odcinków                                        |
| 2011       | Unforgettable: Zapisane w pamięci (Unforgettable)                      | Steve Latman             | odc. „Pilot”                                      |
| 2013       | Białe kołnierzyki (White Collar)                                       | ochroniarz w muzeum      | odc. „Shoot the Moon”                             |
| 2013       | Złoty chłopak (Golden Boy)                                             | David Reed               | odc. „Sacrifice”                                  |
| 2013       | Hostages: Zakładnicy (Hostages)                                        | Jack Cahill              | odc. „The Cost of Living”                         |
| 2015       | Zaprzysiężeni (Blue Bloods)                                            | John Knight, kapitan ESU | odc. „Worst Case Scenario”                        |
| 2016       | Czarna lista (The Blacklist)                                           | Dean Bradley             | odc. „Miles McGrath (No. 65)”                     |
| Gry wideo  |                                                                        |                          |                                                   |
| Rok        | Tytuł                                                                  | Role                     |                                                   |
| 2008       | Grand Theft Auto IV                                                    | Brucie Kibbutz           |                                                   |
| 2009       | Grand Theft Auto: The Ballad of Gay Tony                               | Brucie Kibbutz           |                                                   |
| 2011       | Saints Row: The Third                                                  | Random Saint             |                                                   |
| 2013       | Grand Theft Auto V                                                     | różne postacie           |                                                   |